# Jan Chłosta
Jan Ginter Chłosta (* 27. Dezember 1938 in Allenstein) ist ein polnischer Schriftsteller und Journalist.
Chłosta arbeitete für das katholische Verlagshaus „Pax“ und für die Tageszeitung Gazeta Olsztyńska und veröffentlichte zahlreiche regionalgeschichtliche Werke über seine Heimat Ermland-Masuren sowie Biografien.
Chłosta ist in der katholischen Laienorganisation Civitas Christiana aktiv und engagierte sich für den Erhalt des historischen Friedhofs von Olsztyn.